# Antoni Palluth

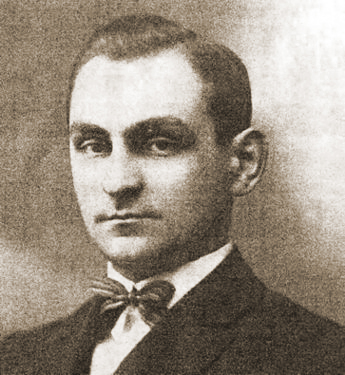
Antoni Palluth (vor 1939)

Antoni Palluth (* 11. Mai 1900 in Pudewitz, Provinz Posen; † 18. April 1944 im KZ Sachsenhausen) (Deckname: „Lenoir“) war vor dem Zweiten Weltkrieg ein Mitarbeiter des für Deutschland zuständigen Referats BS4 des polnischen Biuro Szyfrów (BS) (deutsch: „Chiffrenbüro“). Er konstruierte bereits 1934 einen für den polnischen Entzifferungserfolg wichtigen Nachbau der Enigma sowie, vier Jahre später im Jahr 1938, die weltweit erste, gegen die deutsche Maschine gerichtete, elektromechanische kryptanalytische Entzifferungsmaschine, genannt Bomba, und schaffte damit die Grundlagen für die geschichtlich so bedeutsamen alliierten Enigma-Entzifferungen (Deckname: „Ultra“) während des Zweiten Weltkriegs.

## Leben

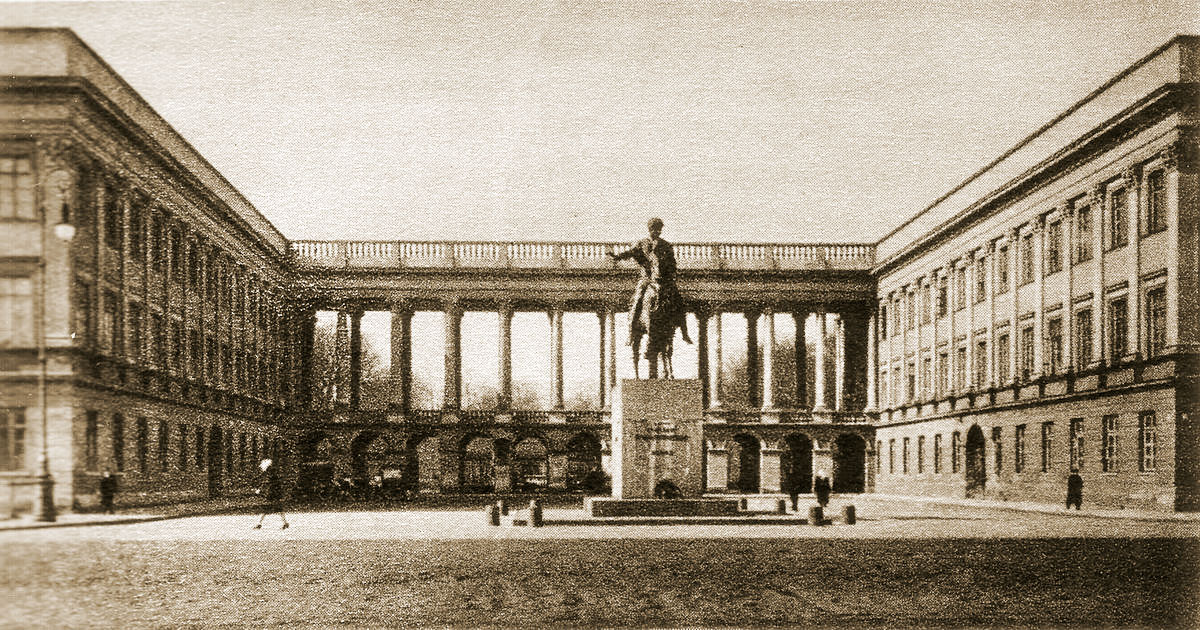
Antoni Palluth arbeitete im Sächsischen Palais (poln. Pałac Saski) in Warschau, das Sitz des Biuro Szyfrów war

Antoni wurde in der damals zum Deutschen Kaiserreich gehörenden Provinz Posen geboren. Nach seinem Schulabschluss im Jahre 1918 am St.-Maria-Magdalena-Lyzeum in Posen und der Wiederentstehung des polnischen Staates diente er in unterschiedlichen Fernmeldeeinheiten der polnischen Armee, unter anderem in der Zitadelle der Festung Posen. Dort lernte er seinen späteren Chef Maksymilian Ciężki kennen und arbeitete mit ihm zusammen auf den Gebieten des Amateurfunks und der Kryptologie. Zum Jahreswechsel 1925/26 wurde er ins Referat BS2 des Biuro Szyfrów versetzt, das sich mit der Funkerfassung und deren nachrichtendienstlicher Auswertung befasste. Im Jahr 1929 wurde er auch Dozent für Kryptologie und gab zusammen mit Ciężki Schulungskurse an der Universität Poznań für eine Gruppe junger Mathematik-Studenten, aus denen sich spätere Mitarbeiter des BS rekrutierten, nämlich Marian Rejewski, Jerzy Różycki und Henryk Zygalski. Im selben Jahr gründete er zusammen mit Edward Fokczyński und den beiden Brüdern Leonard Danilewicz und Ludomir Danilewicz die Wytwórnia Radiotechniczna AVA (deutsch: Funktechnische Fabrik AVA), ein kleines Unternehmen, das sich auf die Herstellung besonderer elektromechanischer und funktechnischer Geräte spezialisierte.
Ebenfalls im selben Jahr, am Samstag, den 26. Januar 1929, war Antoni Palluth auch zum ersten Mal in physischen Kontakt mit der Enigma gekommen, als er zusammen mit seinem Kollegen Ludomir Danilewicz dringend zur Zollstelle nach Warschau gerufen wurde. Auslöser war ein aufmerksamer polnischer Zollbeamter, der durch einen deutschen Botschaftsangehörigen aufgeschreckt worden war. Dieser berichtete ganz aufgeregt, dass ein wichtiges Paket aus Deutschland, adressiert an die deutsche Botschaft in Warschau, irrtümlich über den normalen Postweg statt als Diplomatengepäck versandt worden sei und bestand darauf, dass ihm dies sofort ausgehändigt oder unmittelbar zurückgesandt werden müsse. Der polnische Beamte reagierte geistesgegenwärtig und gab vor, dass er am Wochenende nichts unternehmen könne, er sich aber der Sache annehmen und dafür Sorge tragen werde, dass dieses offensichtlich sehr wichtige Paket in der nächsten Woche so schnell wie irgend möglich an den Absender zurückgehen werde. Nachdem der Deutsche beruhigt gegangen war, wurde das BS informiert, das Palluth und Danilewicz zur Inspektion des Pakets schickte. Diese öffneten die schwere Holzkiste und fanden, sorgfältig in Stroh verpackt, einen Schatz, wertvoller als es sich die polnischen Kryptoanalytiker hätten erträumen können. Es handelte sich um eine fabrikneue Enigma-Maschine. Die beiden nutzten das ganze Wochenende um die deutsche Maschine sorgfältig zu untersuchen und deren Details festzuhalten. Danach verpackten sie sie wieder genau so sorgfältig wie sie sie vorgefunden hatten, bevor das Paket – wie gewünscht – am Montag zurückgeschickt wurde. Es wurde nie bekannt, dass die Deutschen Verdacht geschöpft oder bemerkt hätten, dass ihre geheime kryptographische Maschine einer so sorgfältigen Inspektion unterzogen worden war.
Die Erkenntnisse des BS wurden abgerundet, nachdem die Polen im Dezember 1931 Kopien der Handbücher der Enigma durch den französischen Geheimdienstmitarbeiter Capitaine (deutsch: „Hauptmann“) und späteren Général Gustave Bertrand erhielten. Dabei handelte es sich um die Gebrauchsanleitung (H.Dv.g.13) und die Schlüsselanleitung (H.Dv.g.14) der deutschen Chiffriermaschine. Das Deuxième Bureau des französischen Geheimdienstes hatte diese über den für Frankreich unter dem Decknamen HE (Asché) spionierenden Deutschen Hans-Thilo Schmidt bekommen. In weiteren Treffen lieferte Schmidt streng geheime Schlüsseltafeln für die Monate September und Oktober 1932 an Bertrand, die ebenfalls postwendend an das BS weitergingen.

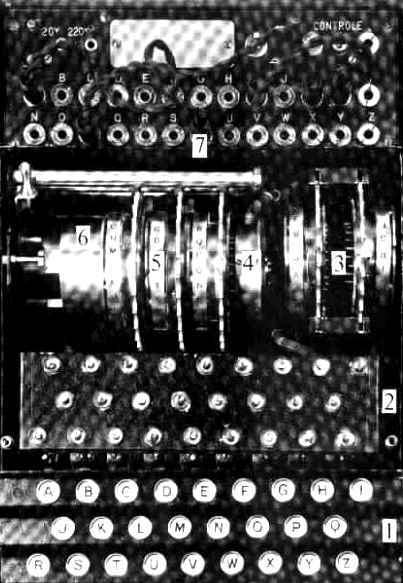
Beim polnischen Enigma-Nachbau, von dem Mitte der 1930er Jahre mindestens 15 Stück gefertigt wurden, waren Tasten (1), Lampen (2) und Steckbuchsen (7), wie bei der deutschen Enigma-C, einfach alphabetisch angeordnet.

Zwar genügte dies alles noch nicht, den verschlüsselten deutschen Funkverkehr zu brechen – die Enigma erwies sich noch immer als „unknackbar“ – dennoch gelang es den Polen immerhin, die deutsche Maschine nachzubauen und damit einen wichtigen Grundstein für die späteren Entzifferungserfolge zu legen. Diese hatten ihren Anfang, nachdem zum 1. September 1932 das für die deutschen Chiffren zuständige Referat BS4 von Poznań nach Warschau in den Pałac Saski verlegt wurde. Mit ihm kamen die drei jungen Mathematiker Rejewski, Różycki und Zygalski. Noch im selben Jahr gelang Marian Rejewski und seinen Kollegen der erste Einbruch in die von der deutschen Reichswehr zur Verschlüsselung ihres geheimen Nachrichtenverkehrs eingesetzten Maschine.
Die kryptanalytischen Erfolge des BS4 konnten, trotz der in den folgenden Jahren von deutscher Seite immer wieder neu eingeführten kryptographischen Komplikationen, bis 1939 kontinuierlich fortgeführt werden, während sich zeitgleich französische und britische Stellen vergeblich um die Entzifferung der Enigma bemühten. Die polnischen Spezialisten, unter Federführung von Antoni Palluth, hatten inzwischen außer den Enigma-Nachbauten auch zwei speziell zur Entzifferung dienende Maschinen konstruiert, genannt Zyklometer und Bomba, die zwei beziehungsweise dreimal zwei hintereinander geschaltete und um jeweils drei Drehpositionen versetzte Enigma-Maschinen verkörperten. Kurz vor dem deutschen Überfall auf ihr Land und angesichts der akut drohenden Gefahr, entschlossen sie sich, ihr gesamtes Wissen über die erkannten Schwächen der Maschine und der deutschen Verfahren sowie ihre bewährten Methoden zu deren Entzifferung und auch Entzifferungsergebnisse an ihre Verbündeten weiterzugeben. Am 26. und 27. Juli 1939 kam es zum legendären Geheimtreffen französischer, britischer und polnischer Codeknacker im Kabaty-Wald von Pyry etwa 20 km südlich von Warschau, bei dem die Polen den verblüfften Briten und Franzosen ihre Methodiken offenlegten. Damit wurde der Grundstein gelegt für die geschichtlich so bedeutsamen alliierten Enigma-Entzifferungen (Deckname: „Ultra“) während des Zweiten Weltkriegs.
Kurz darauf, im September 1939, nach dem deutschen Überfall auf Polen, musste Antoni Palluth, wie fast alle Mitarbeiter des BS und des AVA-Werks, sein Land verlassen, floh über Rumänien und fand zunächst Asyl in Frankreich, wo er, zusammen mit vielen seiner Kollegen im „PC Bruno“, einer geheimen nachrichtendienstlichen Einrichtung der Alliierten in der Nähe von Paris, seine erfolgreiche Arbeit gegen die Enigma fortsetzen konnte. Mit der deutschen Offensive gegen Frankreich im Juni 1940 musste er erneut vor der anrückenden Wehrmacht flüchten und fanden einen neuen Standort (Tarnname: „Cadix“) bei Uzès in der freien südlichen Zone Frankreichs.
Im März 1943, beim Versuch aus dem inzwischen von deutschen Truppen komplett besetzten Frankreich ins benachbarte Spanien zu fliehen, wurde er gefangen genommen und in der Folge im KZ Sachsenhausen interniert. Antoni Palluth starb auf tragische Weise, als die Heinkel-Flugzeugwerke, in denen er als KZ-Häftling gezwungenermaßen arbeiten musste, durch einen alliierten Bombenangriff im April 1944 teilweise zerstört wurden.

## Posthume Ehrung
Mit Beschluss des polnischen Staatspräsidenten Lech Kaczyński vom 1. September 2006 wurde Leutnant Antoni Palluth „in Anerkennung seines herausragenden Beitrags zur Unabhängigkeit der Republik Polen“ posthum die höchste Klasse, das Großkreuz des Ordens Polonia Restituta verliehen. Ihm zu Ehren wurde eine Straße im Süden Warschaus auf halbem Weg zwischen der Innenstadt und dem Kabaty-Wald nach ihm benannt, die Ulica Antoniego Pallutha (deutsch: „Antoni-Palluth-Straße“).